# Tomb of Dracula
Tomb of Dracula est un comic book d’horreur qui a été édité chez Marvel d’avril 1972 à août 1979. C’est une série qui a duré 70 numéros, racontant les aventures d’un groupe de chasseurs de vampires se battant contre le comte Dracula et d’autres créatures surnaturelles. À de rares occasions, Dracula a aidé le groupe de chasseurs à éliminer des menaces communes. Dracula a fait des apparitions dans d’autres séries Marvel, entre autres dans Spider-Man et les X-Men.

## Historique de la publication
En 1971, le Comics Code Authority avait assoupli certaines de ses règles de longue date en ce qui concerne les comics d’horreur, telle que l'interdiction d'utiliser les monstres issus de la tradition littéraire, dont les vampires. Marvel avait déjà fait un premier essai avec un personnage « quasi-vampirique », Morbius, mais la compagnie préparait un titre de vampire régulier pour sa nouvelle série d’horreur. Après quelques discussions, il a été décidé d’utiliser le personnage de Dracula, principalement à cause de sa grande popularité, et aussi parce que la création de Bram Stoker et les personnages secondaires du roman étaient dans le domaine public.
Tous les épisodes ont été dessinés par Gene Colan et encrés en quasi-totalité par Tom Palmer ; Gil Kane a illustré beaucoup de couvertures dans les premières années, comme il le faisait pour d’autres titres de Marvel. Après six numéros successivement scénarisés par Gerry Conway, Archie Goodwin et Gardner Fox, la série a finalement pu décoller avec l’arrivée à partir du #7 de Marv Wolfman qui reste au scénario jusqu'au dernier numéro.

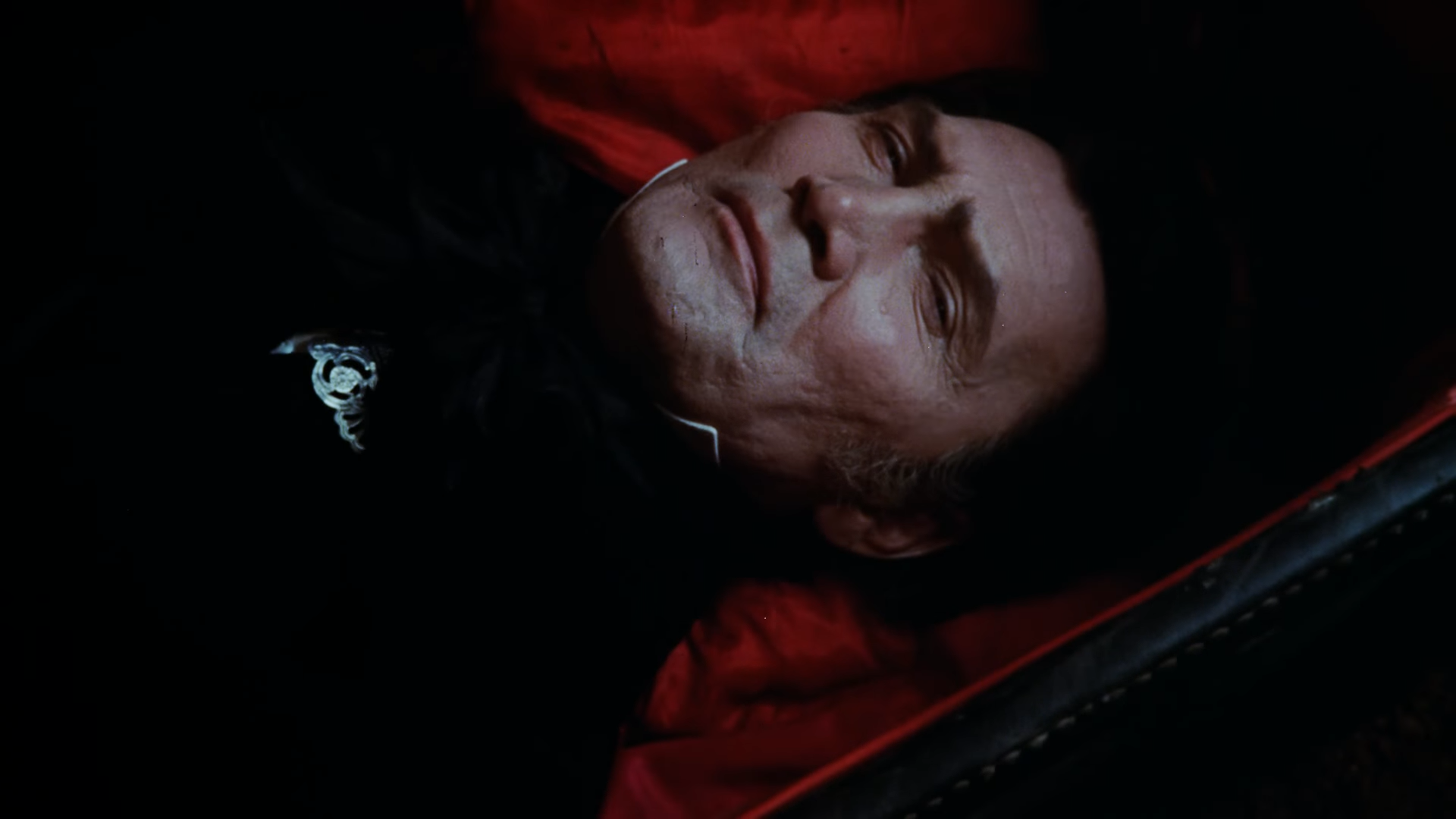
Pour définir la physionomie de Dracula, Gene Colan s'inspire des traits de l'acteur Jack Palance, avant même que ce dernier tienne le rôle du comte vampire dans une adaptation télévisuelle du roman de Bram Stoker, diffusée en février 1974 à la télévision sur CBS.

Gene Colan a basé l'apparence visuelle de Dracula non pas sur celle de Bela Lugosi ou de Christopher Lee, mais plutôt en s'inspirant de l’acteur Jack Palance. Ironiquement, Palance a joué Dracula dans une production télévisée adaptée du roman de Stoker l’année de lancement de Tomb of Dracula.
La série de comics a été suivie par une revue en noir et blanc qui a duré six numéros. Une autre revue, Dracula Lives!, avait auparavant paru pendant deux ans. Le comic en couleur a aussi été décliné dans un format géant trimestriel qui a compté cinq numéros dans le milieu des années 1970.
Tomb of Dracula a duré plus de soixante-dix numéros, jusqu’en 1979. Comme le titre risquait d'être interrompu, des projets de scénario prévoyaient de terminer l'histoire au numéro 72. Cependant, quand l'éditeur a décidé de cesser la parution avec le numéro 70, les trois derniers numéros et la fin de l’histoire ont été condensés dans un épisode double.
Plusieurs années plus tard, Dracula est réapparu dans un numéro régulier (#159) et un annual (#6) de The Uncanny X-Men. Cependant, dans son apparence, ce seigneur des morts-vivants ne ressemblait pas beaucoup au Dracula ancienne manière et a provoqué quelques discussions parmi les fans pour savoir si c’était le même Dracula qui était apparu dans Tomb of Dracula. Même si la version de Wolfman et Colan avait été présentée comme ancrée dans l’univers Marvel (et combattant certains super-héros comme Spider-Man ou Docteur Strange), d'autres perçurent l'utilisation de ce personnage dans l’histoire des X-Men comme une tentative d'établir que la version de Tomb of Dracula existait dans son propre univers alternatif, en dehors de la continuité Marvel.
Bien que Dracula (ainsi que tous les vampires de l’univers Marvel) aient été décimés par la mystérieuse formule de Montesi (dans les pages de Docteur Strange), le seigneur vampire revint à la vie. Marvel a publié en 1991, sous le label Epic Comics, une mini-série de quatre épisodes intitulée Tomb of Dracula, réunissant Wolfman et Colan, dans laquelle Dracula combattait à nouveau ses ennemis (dont le fameux Blade).
Dans les années 1990, Marvel a lancé la gamme de comics Fils de minuit (Midnight Sons) pour réactualiser ses héros démoniaques. Ghost Rider vol.2, Morbius the living vampire, Nightstalkers et surtout Blade ont ainsi vu réapparaître des personnages secondaires de Tomb of Dracula. Quelques intrigues non résolues dans la série ont trouvé une conclusion dans les trois derniers numéros de Nightstalkers, parmi lesquelles le sort de Domini, l'épouse de Dracula, de leur fils Janus, et du chasseur de vampires Taj Nital. Plus récemment, on vit Dracula tenir le rôle-titre dans la mini-série Dracula: Lord of the Undead.
Les 70 numéros de Tomb of Dracula ont été réédités par Marvel dans une intégrale en quatre volumes et en noir et blanc intitulée Essential Tomb of Dracula. À la suite du succès de cette intégrale, Marvel sortit trois mini-séries de quatre numéros (on vit même les X-Men se battre contre Dracula dans une Londres victorienne dans X-Men: Apocalypse vs. Dracula) et a programmé la réédition en couleur et en trois volumes de l'intégrale dans sa collection de prestige Marvel Omnibus.

## Pouvoirs et capacités
Dracula possède de plus grands pouvoirs que la plupart des vampires. Il possède une force surhumaine, une grande vitesse et vole (attributions normales à la plupart des vampires avec le changement de forme, voire des vampires dans la fiction), le pouvoir de changer de forme, une résistance, une agilité et des réflexes surhumains, et est insensible au vieillissement, aux maladies conventionnelles et à la plupart des formes de blessure. Il est invulnérable à la plupart des attaques et peut régénérer rapidement les tissus endommagés ; cependant, il doit boire du sang régulièrement pour survivre, et il est vulnérable à l’argent, l’ail, la lumière du soleil, un pieu en bois dans le cœur, et les symboles religieux (dont le pouvoir est lié à la force de la foi) et les autres articles magiques. Certains charmes, tels que la formule de Montesi, peuvent détruire Dracula ; cependant, dans toutes circonstances de destruction apparente, Dracula a été ranimé par un moyen ou un autre. Si Dracula draine fatalement une victime, cette personne renaîtra dans trois jours comme un vampire. Dracula peut contrôler les humains, les animaux (tels que des rats, les chauves-souris et les loups), d’autres vampires (avec des exceptions limitées), et les orages ; se transformer en une chauve-souris (dans sa taille normale ou humaine), en loup ou en brume (partielle ou entière). Dracula ne projette pas de reflet et il ne peut normalement pas entrer dans une maison sans y être invité. Ses forts pouvoirs ont été parfois amplifiés et ses faiblesses contournées par des moyens magiques.
Dracula est un agile combattant et un épéiste, expert dans la stratégie militaire et la guerre du XVe siècle.

## Personnages majeurs
- Dracula lui-même.
- Dr. Quincy Harker : fils de Jonathan et Mina Harker, il dirige des chasseurs de vampires ; il meurt dans un combat avec Dracula.
- Dr. Rachel Van Helsing : petite-fille d’Abraham Van Helsing, devient chef d’une équipe de chasseurs de vampires après la mort de Harker ; transformée en vampire par Dracula et euthanasiée par la suite par Wolverine des X-Men.
- Blade : fils d’une femme mordue par un vampire pendant l'accouchement et un allié réticent de la bande de chasseurs de vampires de Quincy Harker.
- Frank Drake : descendant de Dracula et membre des chasseurs de vampires de Quincy Harker. Note : la lignée de Drake descend d'un mariage de Dracula avant son vampirisme.
- Hannibal King : un chasseur de vampires et détective privé qui fut un vampire récalcitrant, partenaire fréquent de Blade et de Drake. Il a subsisté uniquement par le sang qu’il a acquis de banques de sang ou de cadavres qu’il a trouvés. N’ayant jamais pris le sang directement d’un humain, il a pu survivre à la formule de Montesi et retrouver son état humain normal.
- Taj Nital : un chasseur de vampires hindou muet dont le fils a été vampirisé ; il a été transformé plus tard en vampire et détruit dans Nighstalkers #18.
- Lilith : la fille de Dracula, une vampire immortelle condamnée à ne jamais mourir tant que son père ne sera pas détruit d’une façon permanente ; après avoir été assassinée, elle se réincarna dans le corps d’une femme pleine de haine.
- Deacon Frost : le vampire responsable de la mort de Blade et du vampirisme d’Hannibal King. Il était le concurrent arriviste pour le titre de seigneur des vampires, un titre tenu à l’époque par Dracula.
- Harold H. Harold : un écrivain au pic, dans une parodie d’Interview with the Vampire, se lie d’amitié avec les chasseurs de vampires pour essayer d'obtenir le matériel d'un futur livre. Victime de Dracula, il est devenu un vampire (dans Howard the Duck #5) – bien que ceci ne l’ait pas empêché de devenir producteur de films à Hollywood. Cependant, comme tous les vampires, il a péri à la suite de la réalisation de la formule Montesi.
- Anton Lupeski : un prête satanique que Dracula a manipulé en se faisant passer pour Satan.
- Domini : membre du culte de Anton Lupeski que Dracula a choisi comme épouse.
- Janus : fils de Dracula et Domini, qui a été possédé par un ange. Il est ensuite retourné à sa forme d’enfant, et à l’âge de cinq ans il a été enlevé par le vampire Varnae.
- Varnae : le premier vampire (et, à cette époque, un ennemi de Conan le barbare). Il était le seigneur des vampires avant Dracula, et bien qu’il soit mort en faisant de Dracula son héritier, il a ensuite été ranimé. Il a été inspiré par le personnage du XIXe siècle, Varney the Vampire.
- Nimrod : un autre seigneur des vampires que Dracula a tué lors de la première apparition de Nimrod (Dracula Lives! #3). Quand l’origine de Dracula a été révisée dans Bizarre Adventures #33, Nimrod n’était plus le vrai seigneur des vampires, mais plutôt un serviteur mentalement déséquilibré de Varnae qui avait reçu le pouvoir de son maître pour éprouver la dignité de Dracula.

## Éditions en volumes
États-Unis : 
Le comic a été réédité dans la série Marvel Essential en noir et blanc sur papier léger. Les volumes sont :
- Volume 1 (560 pages, 2003, Panini,  (ISBN 1904159621), Marvel,  (ISBN 078510920X))
Contient Tomb of Dracula #1-25, Werewolf By Night #15, Giant-Size Chillers #1
- Volume 2 (592 pages, 2004, Panini,  (ISBN 190523905X), Marvel,  (ISBN 0785114610))
Contient Tomb of Dracula #26-49, Dr. Strange #14, Giant-Size Dracula #2-5
- Volume 3 (584 pages, 2004, Panini,  (ISBN 1905239068), Marvel,  (ISBN 0785115587))
Contient Tomb of Dracula #50-70, The Tomb of Dracula Magazine #1-4
- Volume 4 (576 pages, 2005, Panini,  (ISBN 1905239203), Marvel,  (ISBN 0785117091))
Contient Tomb of Dracula Magazine #2, 4-6, Dracula Lives! #1-13, Frankenstein Monster #7-9

Des images de nudité ont été enlevées du volume 4. Le directeur de publication Dan Buckley a expliqué en substance qu'il voulait éviter d'avoir à publier un volume de la série Essential sous le label MAX, le seul dans lequel Marvel publie des scènes non-censurées pour un public averti. L'opinion des distributeurs sur ce sujet est divisée.
Trois volumes de la collection Marvel Omnibus (grand format, relié et en couleur) sont sortis à ce jour.
Le premier contient The Tomb of Dracula #1-31, Werewolf by Night #15, Giant-Size Chillers #1, et Giant-Size Dracula #2-4. Il est sorti en novembre 2008. Le second volume rassemble The Tomb of Dracula #32-70, Giant-Size Dracula #5, et Dr. Strange #14, il est sorti en octobre 2009. Le troisième volume contenant Tomb of Dracula Magazine #1-6, Frankenstein Monster #7-9, et Dracula Lives! #1-13 est sorti en janvier 2011.
Enfin une nouvelle édition bon marché en couleur, format standard et broché est en cours de publication. Trois volumes sont parus à ce jour :
- Tomb of Dracula 1 (264 pages, juillet 2010, Marvel,  (ISBN 0785143866))
- Tomb of Dracula 2 (272 pages, octobre 2010, Marvel,  (ISBN 0785149228))
- Tomb of Dracula 3 (248 pages, janvier 2011, Marvel,  (ISBN 078514983X))

 France :
A ce jour, deux tomes sont parus sous forme d'omnibus en couleurs chez Panini Comics :
- Le tombeau de Dracula : La nuit du vampire ! (720 pages, octobre 2020)
- Le tombeau de Dracula : Le Seigneur des Morts-Vivants ! (816 pages, novembre 2021)
- Le tombeau de Dracula tome 3 (annoncé pour 2022)

## Version française
En France, c'est l'éditeur Arédit/Artima qui s'est chargé de publier les aventures de Dracula tout d'abord dans un format pocket 150 pages (Dracula) de juillet 1974 à octobre 1979 aux côtés d'autres super-héros Marvel comme L'Homme-Chose, Conan le Barbare, Frankenstein, Loup-Garou de nuit ou Kull le conquérant. Les épisodes 1 à 43 sont ainsi parus en noir et blanc. Les épisodes 44 à 70 ont été publiés dans un format comic book de 64 pages couleurs avec couverture plastifiée (Dracula le vampire) d'avril 1980 à avril 1983.

## Apparitions dans d'autres médias
En 1980, un film d'animation japonais basé sur Tomb of Dracula a été réalisé pour la télévision. Une bonne partie de l’histoire principale a été condensée et beaucoup de personnages et d’intrigues secondaires ont été tronqués ou ont été omis. Il a été animé au Japon et est sorti sur une chaine câblée en Amérique du Nord par Harmony Gold sous le titre de Dracula: Sovereign of the Damned.
Deacon Frost et Hannibal King, personnages créés pour le comics, apparaissent dans la trilogie Blade, bien que leurs particularités aient été révisées. Dans le film Blade: Trinity, Hannibal King montre un exemplaire de Tomb of Dracula à Blade. Aussi dans le film, Drake semble être le personnage du comic de Marvel dans une version plus jeune, bien qu’ayant une origine et des pouvoirs différents. Il a été interprété par Dominic Purcell.